# دانه‌خوار سررگه‌ای
دانه‌خوار سررگه‌ای یا دانه‌خوار سرخط‌خطی (نام علمی: Serinus gularis) نام یک گونه از سرده سهره دمگاه‌زرد است.